# Yungasia ornata
Yungasia ornata är en insektsart som beskrevs av Rauno E. Linnavuori och Heller 1961. Yungasia ornata ingår i släktet Yungasia och familjen dvärgstritar. Inga underarter finns listade i Catalogue of Life.